# Anartia saturata
Anartia saturata är en fjärilsart som beskrevs av Otto Staudinger 1888. Anartia saturata ingår i släktet Anartia och familjen praktfjärilar. Inga underarter finns listade i Catalogue of Life.